# Swesda (TV-Kanal)
Swesda (russisch Всероссийский государственный вещательный телеканал «Звезда» ‚Allrussischer staatlicher Fernsehsender „Stern“‘) ist ein Fernsehsender in russischem Staatsbesitz, der vom russischen Verteidigungsministerium betrieben wird. 

## Geschichte
Die Vorbereitungsarbeiten für den Kanal begannen bereits 1998. Am 20. Februar 2005 strahlte Swesda zum ersten Mal im Großraum Moskau aus, seit dem 16. Mai 2005 strahlt Swesda rund um die Uhr aus, seit 2006 auch im gesamten Staatsgebiet Russlands.

## Kontroversen
Swesda selbst gibt an, „patriotisch“ zu berichten. Tatsächlich ist der Sender als stark anti-westlich bekannt. Er schöne in seinen Berichten die Rolle der russischen Regierung. Zudem würden sowjetische Verbrechen reingewaschen.

## Sanktionen
Seit dem 21. Mai 2021 wird der Sender von der Ukraine sanktioniert, seit Oktober 2022 auch von Kanada.